# 长山乡 (金华市)
长山乡是浙江省金华市婺城区下辖的一个鄉，位于金华市西南、婺城区中部。全乡总面积62.8平方公里，人口1.35万。
长山乡辖境于1958年设临江人民公社长山管理区，属金华县。1961年改为长山人民公社。1983年撤消人民公社，改设长山乡。2001年划归婺城区管辖。目前辖有21个村委会。

## 辖区
该乡辖有：
长山一村、长山二村、长山三村、长山四村、卢家村、杨林村、张思桥村、宋家村、邵村、上溪村、下溪村、乌石屏村、石门村、石道畈村、东屏村、桐溪村、黄邻脚村、安脚村、思村、扎坑村和杨里村。